# سيد أباد قاجر (أيل تيمور)
سید أباد قاجر (بالفارسية: سیدآبادقاجر) هي قرية تقع في إيران في أذربيجان الغربية. يقدر عدد سكانها بـ 213 نسمة بحسب إحصاء 2016.